# عروج نیکان
عروج نیکان (انگلیسی: Ascent of the Blessed) یک نقاشی از هیرونیموس بوش است که پبین سال‌های ۱۵۰۵ تا ۱۵۱۵ میلادی کشیده شده و پیش تر در قصر دوک ونیز نگهداری می‌شد و هم‌اکنون در گالری دل آکادمیا در ونیز، ایتالیا قرار دارد. این اثر بخشی از یک تابلوی چندلتی به نام چشم‌اندازهای آخرت است که لت‌های دیگر آن شامل نقاشی‌های بهشت زمینی، افتادن گنهکاران به دوزخ و دوزخ است. این اثر فرشتگانی را به تصویر می‌کشد که به ارواح انسانی در راه رسیدن به بهشت کمک می‌کنند. انتساب این اثر به بوش به‌طور جهانی پذیرفته نشده است.
سام پرنیا، از پژوهشگران تجربه نزدیک به مرگ، دالان سفید نورانیِ نقاشی و فرشتگانی که انسان‌های نیک را به درون آن هدایت می‌کنند را به مشاهداتش در تجربهٔ نزدیک به مرگ شبیه یافته است.

## ترتیب چند لته ای
زمانی که در سال ۲۰۱۱ در ونیز نصب شد، ترتیب هر یک از لت‌های این نقاشی چند لته ای عبارت بود از: سقوط محکومان به جهنم، جهنم، فاصله، بهشت زمینی، و عروج نیکان.
بهشت زمینی در سمت چپ قرار داده شد زیرا شباهت زیادی به سایر پانل‌های عدن بوش دارد، به‌ویژه با منظره، چشمه و پیروی از قراردادهای کتاب مقدسی آن.
ترتیب احتمالی دیگر صعود، بهشت، جهنم و سقوط است که از متی ۲۵: ۳۲–۳ در کتاب مقدس الهام گرفته شده است. بوش، و لودویگ فون بالداس، هیچ ترتیب احتمالی دیگری را ذکر نمی‌کند و احساس می‌کند که «بال‌ها به دو بخش تقسیم شده‌اند، یکی بالای دیگری، که در سمت چپ شخصیت‌های نجات‌یافته را نشان می‌دهد که توسط فرشتگان به بهشت هدایت می‌شوند و در سمت راست سقوط محکومان به جهنم را.»
برخی پژوهشگران بر این باورند که پانل‌های رؤیاهای آخرت و داوری آخر گمشده است.